# Kingston–Throop Avenues
Kingston–Throop Avenues – stacja metra nowojorskiego, na linii A i C. Znajduje się w dzielnicy Brooklyn, w Nowym Jorku i zlokalizowana jest pomiędzy stacjami Nostrand Avenue i Utica Avenue. Została otwarta 9 kwietnia 1936.